# Catasetum luridum
Catasetum luridum es una especie de orquídea epifita originaria de Brasil.

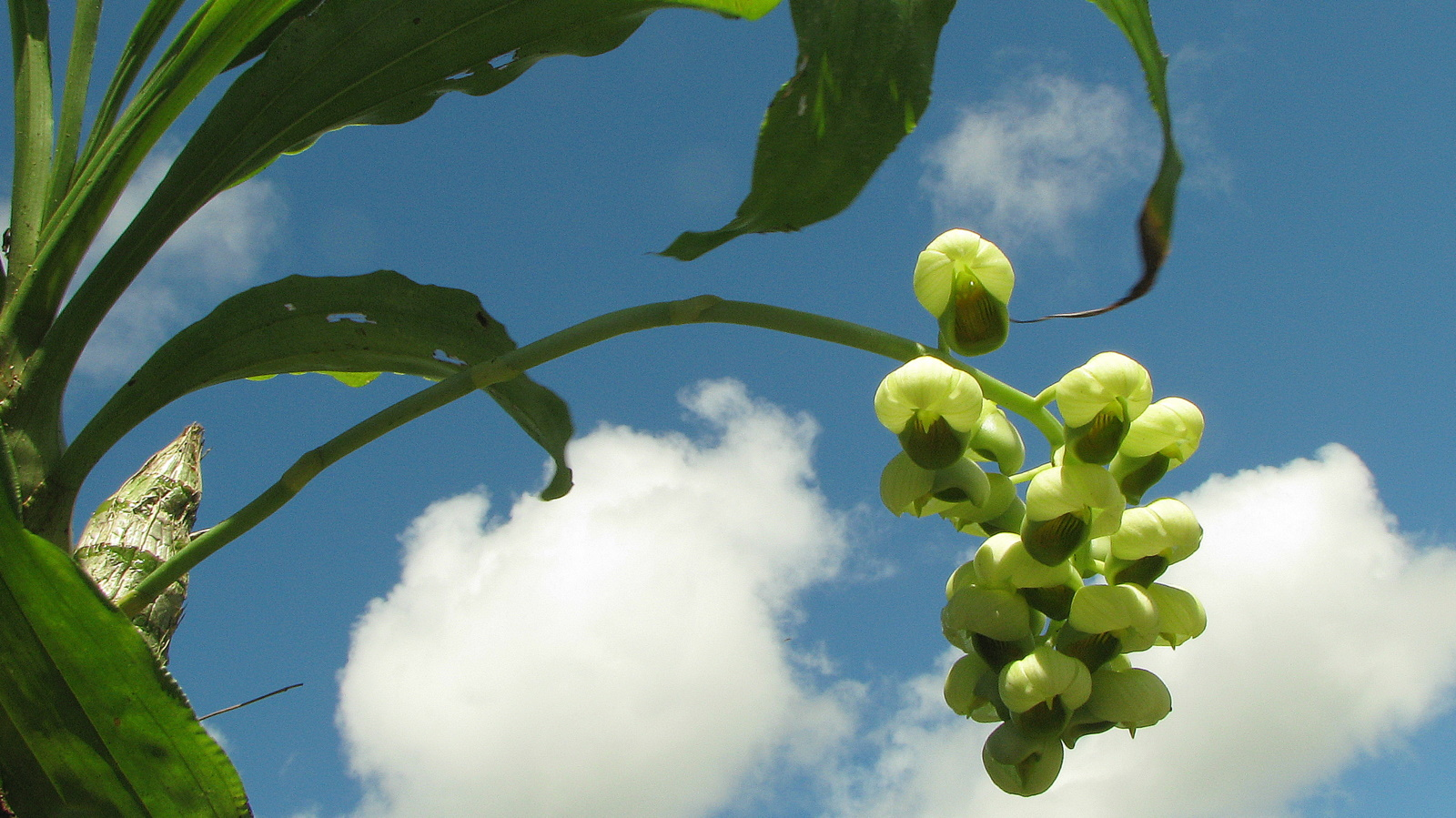
Detalle de la flor

## Descripción
Es una orquídea epifita de gran tamaño, que prefiere clima cálido. Tiene  pseudobulbos fusiformes que llevan hojas plegadas, linear-lanceoladas. Florece en el otoño en la naturaleza en una inflorescencia erecta arqueada, de 24 60 cm de largo, con 5-10 flores fragantes y carnosas.

## Distribución
Se encuentra en la costa de Brasil en los estados de Bahía, Espíritu Santo y Río de Janeiro en el bosque de la costa atlántica.   

## Taxonomía
Catasetum luridum fue descrito por (Link) Lindl. y publicado en The Genera and Species of Orchidaceous Plants 156. 1832.
Etimología
Ver: Catasetum
luridum: epíteto latino que significa "de color amarillo pálido".
Sinonimia
- Anguloa lurida Link (1824) (Basionym)
- Epidendrum ollare Vell. (1831)
- Catasetum abruptum Hook. )1842)
- Catasetum lituratum Hoffmanns. (1842)
- Catasetum squalidum Hoffmanns. (1842)[4]